# Artemiu Publiu Alexi
Artemiu Publiu Alexi (n. 8 aprilie 1847, Sângeorz - d. 15 octombrie 1896) a fost un biolog și pedagog român. 

## Studii
La Școala Trivială din Sângiorz și-a însușit limba germană, apoi se transferă la Școala Normală din Năsăud. Liceul îl începe la Bistrița, dar îl termină la Blaj , în anul 1868, și aceasta mulțumită unei burse din fondurile grănicerești. Își face studiile universitare la Viena și Graz , unde dobândește și titlul de Doctor în științe. Tot acum, este ales secretar al societății „România”, societate care îi reunea pe studenții români din capitala austriaca, precum și membru al societății universitarilor români „Santinela”. A urmat cursurile Liceului săsesc din Bistrița, pe urmă ale Liceului din Blaj, cu o bursă din fondurile grănicerești. A urmat studii superioare la Viena, pe urmă la Graz. În anul 1874 tot la Graz și-a luat doctoratul în științe naturale. 

## Cariera profesională
În 1873 a fost numit de Administrația fondurilor școlare  năsăudene profesor de științe naturale și fizică la Gimnaziul din localitate. În această calitate a lărgit colecțiile micului cabinet de științe naturale și a înființat o mică grădină botanică. A studiat flora din zona băilor din Sângeorz publicând un articol științific într-un buletin de limbă germană din Sibiu. A efectuat o excursie botanică în  România și Dobrogea scriind o lucrare de specialitate. În 1883/1884 a înființat la gimnaziu o stație de observare meteorologică și a început să înregistreze un jurnal meteo. Rezultatele observațiilor erau înaintate, lunar, la Observatorul central de meteorologie și magnetism terestru de la Budapesta. A scris un raport cu cercetările efectuate și o carte introductivă în meteorologie. Cele două lucrări științifice le-a condensat în prima carte românească de meteorologie din Ardeal (Compendiu de meteorologie, cu patru stampe litografice, Brașov, Tipografia Alecsi, 1889). În 1878 a publicat împreună cu Maxim Pop "Resbelul orientale ilustrat", o descriere și analiză a războiului româno-ruso-turc din 1877. În anul 1880, merge la Sinaia, se înscrie în audiență la prințul Carol și îi dăruiește cartea. Va fi, ulterior, recompensat cu ordinul "Bene Merenti" de aur, clasa I. Ulterior a primit și medalia "Bene Merenti", clasa a II-a. A întreținut o corespondență cu Titu Maiorescu, solicitând ajutor pentru înființarea unei reviste științifice. A înființat prima librărie românească din Năsăud, pe nume "Concordia". În 1873 s-a numărat printre fondatorii Băncii "Aurora" din Năsăud, a doua bancă românească din Ardeal, după Banca Albina din Sibiu.
După absolvirea facultății, în anul 1873, este numit de administrația fondurilor grănicerești, profesor titular la liceul din Năsăud. Numirea lui ca profesor în școală a determinat înnoiri considerabile: apariția grădinii botanice și zoologice, a unei colecții de roci minerale (1721 roci), a colecției botanice (2083 plante), a unui muzeu de animale (1516 animale).
Introduce gimnastica în liceu și predă două ore pe săptămână. Înființează o stație meteorologică, unde verifica de trei ori pe zi starea vremii și o dată pe lună transmitea la Viena.
La gimnaziu introduce manuale școlare din vechiul regat la științele naturii. Înființează prima librărie din zonă în orașul Năsăud, numită „Concordia”. Este asociatul băncii „Aurora” din orașul Năsăud.
Scrie un volum de "Poesi" cu pseudonimul Publius. Ca biolog, a studiat flora din Munții Rodnei și a descoperit o plantă pe care a numit-o "Sinedra alexiana", flora din Dobrogea , specii forestiere. A făcut pentru prima dată referiri la raportul om-natură, la necesitatea ocrotirii și conservării naturii, la importanța împăduririi. 
A scris o carte despre plantele din zona izvoarelor din Sîngeorz-Băi. În calitate de cercetător științific a scris 22 lucrări, primind medalia "Bene Merente" clasa I de la Principele Carol, în anul 1890.
În anul 1878, activitatea sa intelectuală este completată de elaborarea, împreună cu vărul său dinspre mamă, profesorul Maxim Pop, a monumentalei lucrări „Rezbelu orientale ilustratu”, publicată la Graz, în 724 pagini. În aceasta sunt descrise faptele de vitejie ale soldaților români, cu scene colorate din război și schițe făcute de Andrei Mozanec. 
În 1878, fiind primit în audiență la Castelul Peleș de la Sinaia de Vodă Carol Prințul, i-a oferit Maiestății Sale un exemplar din lucrare. Un an mai târziu, o delegație a casei regale a României le-a înmânat autorilor câte o diplomă, iar lui Alexi, medalia „Bene Merente” clasa a II-a.
La 1 noiembrie 1875 era militar în armata austro-ungară la Regimentul 63 de Infanterie din Bistrița. Din cauza energiei depuse în toate aceste direcții, în vara anului 1894 s-a îmbolnăvit de o boală grea, probabil pulmonară, în urma căreia a cerut pensionarea.
S-a stins din viață la data de 15 octombrie 1896, la numai 49 ani, fiind condus pe ultimul drum de colegi și de foștii săi elevi de la liceul din Năsăud. A fost înmormântat în cimitirul bisericii din Rebrișoara.